# آنان (فیلم)
آنان (فرانسوی: Elles‎) یک فیلم درام اِروتیک لهستانی به کارگردانی ماوگوژاتا شوموفسکا است که در سال ۲۰۱۱ منتشر شد. این فیلم روایت‌گر بخشی از زندگی «آن» روزنامه‌نگار فرانسوی مجله مد و پوشاک «اِل» در پاریس است که در حال نوشتن مقاله‌ای دربارهٔ فاحشه‌گری دختران دانشجو است .....

## گزیدهٔ بازیگران
- ژولیت بینوش
- آنائیس دموستیه
- یوانا کولیگ
- کریستیانا یاندا
- لویی-دو دو لانکسن
- آندژی خیرا
- فرانسوا سیویل
- اسوان آرلو